# Mecklembourgeois-poméranien

La région 8 correspond à l'étendue du dialecte.

Le mecklembourgeois-poméranien est un dialecte bas allemand (plus spécifiquement du groupe oriental) qui se parle dans l’état allemand du Mecklembourg-Poméranie-Occidentale.
Vers l’ouest de son étendue il ressemble à certains dialectes du bas saxon. Il diffère légèrement du poméranien oriental, qui se parlait dans les régions de nos jours polonaises de l’Est de la Poméranie et qui était plus fortement marqué par des influences poméraniennes slaves et cachoubes.